# Phaulopsis
Phaulopsis là chi thực vật có hoa trong họ Acanthaceae.

## Danh sách loài
- Phaulopsis aequivoca
- Phaulopsis barteri
  - Phaulopsis barteri var. pauciglandula
- Phaulopsis ciliata
- Phaulopsis dorsiflora
- Phaulopsis gediensis
- Phaulopsis grandiflora
- Phaulopsis hispida
- Phaulopsis imbricata
  - Phaulopsis imbricata subsp. madagascariensis
  - Phaulopsis imbricata subsp. pallidifolia
  - Phaulopsis imbricata subsp. poggei
- Phaulopsis inaequalis
- Phaulopsis latiloba
- Phaulopsis longifolia
- Phaulopsis major
- Phaulopsis marcelinoi
- Phaulopsis pulchella
- Phaulopsis savannicola
- Phaulopsis semiconica
- Phaulopsis symmetrica
- Phaulopsis verticillaris